# 吉川経賢
吉川 経賢（きっかわ つねかた）は、江戸時代後期の周防国岩国領9代当主。

## 生涯
寛政3年（1791年）11月8日、第8代領主・吉川経忠の長男として生まれる。享和3年（1803年）5月30日に父が死去し、7月12日に家督を相続する。しかし、文化3年12月26日（1807年2月3日）に16歳で亡くなった。なお、家督は次弟で末期養子となった経礼が翌4年2月14日に継いだ。藩政に関しては、父の時代からの家老である宮庄親徳と香川景晃らによる財政改革が継続された。

## 系譜
- 父：吉川経忠（1766-1803）
- 母：今田氏（?-1827） - 今田純式の娘
- 室：不詳
- 養子
  - 男子：吉川経礼（1793-1837） - 吉川経忠の次男